# Піт Бест
Піт Бест (англ. Pete Best) (24 листопада 1941, Мадрас, Індія) — британський музикант, знаний як один із перших постійних ударників гурту «The Beatles» (у 1960—1962 роках).

## Біографія
Піт Бест народився у місті Мадрас, що на території Індії, 24 листопада 1941. Мати Піта була власницею клубу «Касба» (The Casbah Coffee Club) у Ліверпулі, пізніше цей заклад став дуже популярним і саме в ньому гурт «The Quarrymen» (майбутні «The Beatles») давав свої перші концерти. 12 серпня 1960 Піт Бест був запрошений до «The Beatles» (до цього моменту він був членом гурту «The Blackjacks»), однак пробув у гурті лише два роки — 16 серпня 1962 його було вилучено зі складу ансамблю без детального пояснення конкретних причин. Після цього він виступав у багатьох музичних групах, тривалий час працював чиновником — до моменту створення гурту «The Pete Best Band» у 1980-х.

### 1960—1962
У серпні 1960 Пол Маккартні зателефонував Піту Бесту та запропонував йому приєднатися до «The Beatles». В ті часи Бест виступав у складі групи «The Blackjacks». Члени гурту погодилися з тим, що Піт Бест виступатиме вже як член «The Beatles», попри те, що віднині їм доведеться шукати собі нового ударника. 12 серпня 1960 після прослуховування музикант був зарахований до ансамблю та вирушив до Німеччини разом з іншими учасниками «The Beatles» — Джоном Ленноном, Полом Маккартні, Джорджем Гаррісоном та Стюартом Саткліффом. У 1961 вони познайомилися зі своїм майбутнім менеджером Браяном Епстайном, який був дуже зацікавлений їх незвичайною манерою гри, і завдяки якому члени гурту змінили та вдосконалили свій стиль. Однак 1962 виявився переламним для Піта Беста — 16 серпня він був остаточно відсторонений від гри у «The Beatles». Вважається, що причиною цього було те, що майстерність Піта Беста як музиканта ставилася під сумнів продюсером гурту Джорджем Мартіном, також серед причин вказується небажання музиканта підлаштовуватися під загальний стиль ансамблю. Однак найбільше відповідає дійсності версія, згідно з якою Бест психологічно не був повноцінним членом гурту, свідомо відокремлював себе від інших його учасників. Після цього новим ударником «The Beatles» став колишній учасник гурту «Rory Storm & The Hurricanes» Рінго Старр.

### 1963—1968
Піт Бест отримав запрошення від гурту «Rory Storm & The Hurricanes» приєднатися до них як ударник та замінити Рінго Старра після того, як був виключений зі складу «The Beatles» у 1962. Однак Піт вирішив не долучатися до цього колективу. Водночас музикант отримав від Браяна Епстайна пропозицію стати членом групи «The Merseybeats», яку Епстайн мав намір перетворити на своєрідну противагу «The Beatles». Однак Бест знову відмовляється. Тоді музикант врешті-решт приєднався до групи «Lee Curtis and The All Stars», з якою гастролював по Великій Британії та Німеччині. У 1963 колектив зайняв друге місце за даними опитування в газеті «Merseybeat», перше ж місце зайняли «The Beatles». Після цього «Lee Curtis and The All Stars» уклала контракт з фірмою «Decca». У 1963—1964 члени гурту вирішили відколотися від Лі Кертіса, внаслідок чого назву було змінено на «Pete and The All Stars». Однак за умовами контракту з «Decca» колективу довелося черговий раз змінити назву — від цього моменту його члени розпочали свою діяльність вже під назвою «The Pete Best Four». Творчий процес гурту розвивався досить вдало: випустивши велику кількість синглів, «The Pete Best Four» з'явилися також в одному з випусків головної музичної програми британського телебачення «Ready Steady Go». У 1964 році Піт Бест, Вейн Бікертон та Тоні Веддінгтон організували групу «The Pete Best Combo», з якою провели багато концертів у Європі, а згодом — у США та Канаді. У 1968 Піт Бест разом з Тоні Веддінгтоном та Вейном Бікертоном заснував нову студію звукозапису — «Odyssey recording studios», після чого надовго залишив музичну кар'єру, вирішивши, що сімейне життя є важливішим.

### The Pete Best Band
У 1980-x було створено гурт «The Pete Best Band», репертуар якого включає як власні пісні, так і пісні «The Beatles» у період становлення (початок 1960-х). Піт Бест, бувши ударником групи, гастролює з нею й сьогодні.

## Особисте життя
Піт Бест протягом 40 років був одружений з Кеті Бест, має двох дочок та чотирьох онуків.

## Дискографія
| Рік  | Альбом                          |
| ---- | ------------------------------- |
| 1965 | Best of The Beatles             |
| 1975 | Magical Mystery Tour            |
| 1980 | Mersey Sounds                   |
| 1981 | The Beatle That Time Forgot     |
| 1981 | Rebirth                         |
| 1981 | My Three Years As A «Beatle»    |
| 1982 | Like Dreamers Do                |
| 1982 | La Grande Storia Del Rock       |
| 1983 | Mersey Beat                     |
| 1983 | Liverpool 1963—1964. Volume Two |
| 1992 | English Freakbeat! Volume Five  |